# Mabrouk (Mauritanie)
Pour les articles homonymes, voir Mabrouk.
Mabrouk est une commune de Mauritanie située dans le département de Djiguenni de la région de Hodh Ech Chargui.